# Ted Donaldson
Theodore D. „Ted“ Donaldson (* 20. August 1933 in New York City; † 1. März 2023 in Los Angeles, Kalifornien) war ein US-amerikanischer Schauspieler und Kinderdarsteller. Donaldson wurde vor allem durch seine Rollen als Bud Anderson in der Radioversion von Vater ist der Beste und als Cornelius „Neely“ Nolan im Film Ein Baum wächst in Brooklyn aus dem Jahr 1945 bekannt.

## Leben
Donaldson wurde als Theodore D. Donaldson in Brooklyn als Sohn von Josephine Marion Plant und des Sängers und Komponisten William John Donaldson geboren. Seine Mutter starb, als er viereinhalb Monate alt war. Seine Stiefmutter war die Radioorganistin und Komponistin Muriel Pollock. Er besuchte die Professional Children’s School in New York City.
Er starb im Alter von 89 Jahren an den Folgen eines Sturzes.

## Karriere
Im Alter von acht Jahren verkörperte er Harlan in der Broadway-Produktion von Life With Father. Im selben Jahr war er als Tiny Tim an der Seite von Edmund Gwenn in einer Hörspieladaption von A Christmas Carol des Wheatena Playhouse zu hören. 1943 spielte er am Broadway in Sons and Soldiers an der Seite von Gregory Peck am Morosco Theatre.
1944 gab er sein Filmdebüt in Pinky und Curly als Arthur „Pinky“ Thompson an der Seite von Cary Grant; Grant nannte ihn „Teddy“ und besuchte 1949 mit seiner Frau Betsy Drake Donaldsons High-School-Abschlussfeier im Beverly Hills Hotel. Neben Ein Baum wächst in Brooklyn spielte er in Filmen wie Mr. Winkle Goes to War (1945), Ein Fremder ruft an (1952) und in einer Reihe von acht Filmen, in denen der Deutsche Schäferhund „Rusty“ die Hauptrolle spielte. Von 1949 bis 1954 war er als Bud Anderson, Sohn des von Robert Young gesprochenen Charakters Jim Anderson in der Radioversion von Vater ist der Beste zu hören. Als die Sendung ins Fernsehen übertragen wurde, lehnte Donaldson die Rolle ab, da er zu diesem Zeitpunkt bereits 21 Jahre alt war und sich nicht auf einen Typ festlegen lassen wollte; die Rolle vor der Kamera übernahm Billy Gray.
Später trat er in Fernsehserien wie Front Row Center, Matinee Theatre und 1958 The Silent Service auf, seine letzte Rolle vor der Kamera. Nachdem er die Schauspielerei in den späten 1950er Jahren aufgegeben hatte, unterrichtete er Schauspiel und arbeitete Ende der 1970er Jahre in einem Buchladen in Hollywood.
Donaldson war bei mehreren TCM Classic Film Festivals Ehrengast, beispielsweise 2016, als eine restaurierte Fassung von Ein Baum wächst in Brooklyn dem begeisterten Publikum gezeigt wurde. Im deutschen Sprachraum wurde Donaldson, der nie verheiratet war, unter anderem von Horst Buchholz synchronisiert.

## Auszeichnungen
- 1944: Critics Award für Pinky und Curly

## Filmografie
- 1944: Pinky und Curly (Once Upon a Time)
- 1944: Mr. Winkle Goes to War
- 1945: Ein Baum wächst in Brooklyn (A Tree Grows in Brooklyn)
- 1945: A Guy, a Gal and a Pal
- 1945: The Adventures of Rusty
- 1946: The Return of Rusty
- 1946: Personality Kid
- 1947: For the Love of Rusty
- 1947: Der rote Teufel (The Red Stallion)
- 1947: The Son of Rusty
- 1947: My Pal (Kurzfilm)
- 1948: Pal’s Adventure (Kurzfilm)
- 1948: My Dog Rusty
- 1948: Rusty Leads the Way
- 1948: The Decision of Christopher Blake
- 1949: Rusty Saves a Life
- 1949: The Green Promise
- 1949: Rusty’s Birthday
- 1952: Ein Fremder ruft an (Phone Call from a Stranger)
- 1953: Unternehmen Panthersprung (Flight Nurse)
- 1955: Front Row Center (Fernsehserie, Folge 1x03)
- 1955–1956: Matinee Theater (Fernsehserie, 2 Folgen)
- 1958: The Silent Service (Fernsehserie, Folge 2x31)

## Theater (Auswahl)
- 1941: Life With Father
- 1943: Sons and Soldiers (Morosco Theatre, New York City)[7][8]